# バクマン。の登場人物
バクマン。の登場人物（バクマンのとうじょうじんぶつ）では、原作・大場つぐみ、作画・小畑健の漫画『バクマン。』に登場する人物について述べる。生年月日・出身地などのデータはキャラクターブック『キャラマン。』より。アニメの担当声優は特筆なき場合テレビアニメ版の物である。なおこの項目では台詞の引用の場合を除き『週刊少年ジャンプ』は『WJ』と省略する。なお、モデルとなった編集者の所属・役職は連載当時のものである。

## 主要人物

### 亜城木 夢叶
「亜城木 夢叶」（あしろぎ むと）は、漫画家としてのサイコー・シュージンの共同ペンネーム。命名者は香耶。
「亜豆と真城と高木の夢を叶える」という意味が込められており、高校入学時に「この世は金と知恵」の掲載時より使用。
結成当初、ネーム作成の期限を守れなかったシュージンに対し、サイコーがコンビを解消した時が一ヶ月間だけあった。その時の漫画家名は「亜城夢叶」（あしろむと）。
仕事場は信弘が生前使用していた3DKの分譲マンション（仕事用に1DKに改修している）で、当初はサイコーの祖父から借りていたが、デビュー後に稼いだ収入で正式に買い受けている。
真城 最高（ましろ もりたか）
声 - 阿部敦 / 福山潤（ラジオドラマ）
演 - 佐藤健(幼少期 - 田中洸希）
誕生日：1994年2月18日、出身地：埼玉県谷草市、身長：171cm、体重：58kg、血液型：B型。
本作品の主人公兼語り部。亜城木夢叶の作画担当。通称サイコー。普段の一人称は「俺」だが、ナレーションの際は「僕」となる。
藍色がかった髪をしており、後頭部からアホ毛が生えている。下戸。自分の将来をつまらないと思い、平凡な人生を悲観する屈折した思考の少年だったが、漫画家の夢を本気で追うようになってからは実直な性格になる。また負けず嫌いな一面もあり、ライバルであるエイジ・福田組・七峰などに対抗心を燃やし、時に感情論に近い理屈を語ることもある。
小学生のころから数々の絵のコンクールで表彰をされるなど、画力に非凡な才能をもち、かつては叔父の信弘に憧れて漫画家を目指したこともあったが、小6の時に信弘が亡くなって以来、その夢も一度捨てていた。中学のころにクラスメートのシュージンから「一緒に漫画を描いてくれ」と誘われ、初めは渋り悩んでいたが、密かに想いを寄せていた亜豆と「自分の漫画がアニメ化に成功したら結婚する」という約束を交わし、漫画家への道を真剣に歩み始めることになった。
恋愛に関しては携帯小説などの恋愛描写にはドライな反応を示す反面、自身はシュージンが引くほどのロマンチストである。
亜豆との約束を早く果たそうと作品の連載化、特にアニメ化を焦っている。さらに亜豆が声優として着実に実績を積み重ねていることとエイジが天才と呼ばれるに相応しい作品を上げていくため、周囲の諫めを無視して悪循環に陥ることもあった。結果、人気を積み上げてきた「疑探偵TRAP」の連載中に過労で倒れ入院している。それでも「治療に専念すべき」という周囲の忠告を無視しようとする強情な面があるため、編集部ではトラブルメーカーと思う者もいる。時には周囲から「いつまで子供でいるつもりだ!」と叱責されることもあった。ムリを押して漫画を書き続け連載再開をゴリ押しした結果、休載前提で編集部が用意した別の作家との作品がTRAPとかぶってしまい人気を失墜させ、結果打ち切りの目にあう。退院時、体調管理不足を反省したこともあったが、打ち切り後はあくまで「休載したのがいけなかった」と述べていた。しかし高浜が担当の港浦を交代してほしいと編集長に直訴した時、シュージンと共に同席。その中で高浜を一喝した編集長の話を聞いて以降は「自分の至らなさ」を反省し、周囲の意見を聞き入れる姿勢を見せるようになった。
作画に関してはやや劇画チックな作品を描くのが得意である。その反面ストーリーを考えるのは苦手で、シュージンとのコンビが一度決裂した際には1か月で1つのネームを完成させることもできず、後にシュージンからアドバイスをもらっている。
4番目の連載作品「REVERSI（リバーシ）」が成功を収め、コミックでも122万部と、エイジの「ZOMBIE☆GUN」120万部の売り上げを超すことができ、アニメ化で亜豆がヒロイン役を射止めたことで「約束」を果たせたことを踏まえ、叔父の信弘が果たせなかった「予定していたプロポーズの仕方（高級な外車に乗って行き、二人の思い出の場所でプロポーズ）」をやり遂げ、亜豆にプロポーズして成就した。この時、サイコーが乗ってきた車はフェラーリ・458スパイダー。
アニメ版最終話では亜豆と入籍し、亜豆が八王子に引っ越す前の家を新居として2人で暮らしているが、結婚式は「REVERSI」の次の連載が決まったら挙げるというシーンがエピローグとして描かれている。
高木 秋人（たかぎ あきと）
声 - 日野聡 / 立花慎之介（ラジオドラマ）
演 - 神木隆之介
誕生日：1994年1月25日、出身地：埼玉県、身長：175cm、体重：66kg、血液型：B型。
本作品のもう1人の主人公。亜城木夢叶の原作担当。通称シュージン。
長身茶髪で黒縁の眼鏡をかけている。ジャージを愛着し、音楽好きでヘッドフォンをかけていることが多い。家族構成は両親と兄。
学年首席を誇る秀才。小学生のころから読書感想文で表彰されるほど文才に長ける。その一方、絵は非常に下手。漫画を深く愛しており、自身も漫画家になりたいという夢を持っていて、中学時代にサイコーの絵の上手さに惚れ込み、漫画家の道に誘った。
小学生のころに父親が上司の責任を押し付けられて大手銀行をリストラをされた後、その反動で過度の期待を強いて勉強を教授する母親に耐え切れず反抗して以来、親は放任主義の方針であることをサイコーに語っている。
人気を取るにはどうすればいいかを考えてヒットを出す「計算タイプ」の作家であり、少年漫画の王道である『ONE PIECE』のようなバトル中心の作品から外れたタイプの作品、いわゆる“邪道”（本作品での自虐を込めての呼称）に特に力を発揮する。実際に「この世は金と知恵」は編集部・エイジからも高い評価を受ける。
ストーリー・ネームを担当しているが、作画はド下手なため、本番ネームなどはサイコーに清書を頼んでいる。「PCP」の連載からはシュージンが文章のみの原作を作り、サイコーがそれを基にコマ割り・間を決めてネームを作るスタイルに移行している。
中学の時より人間観察に長け、感情が先行しがちなサイコーに対してデータ・方法論から物事を理屈や理論的に冷静に捉える分析家肌の一面があり、七峰のやり方に対しては当初は一瞬だけいいやり方だと認めている。その冷静さは自己反省にも生かされており、原作者としてだけでなく人を育成することにも能力を発揮し、後述にもあるが「編集者」としてもやっていけると評されている。一方で繊細な一面もあり、「PCP」の模倣犯事件が起こった際にショックで一時スランプに陥ってしまったり、サイコーが連載を焦る余りにシュージンの得意である邪道ではなく王道バトルを選択した時引きずられるように受け入れている。
サイコーを漫画の道に誘った一件を始め、学生時代はサイコー・香耶のテスト（受験）対策を一手に引き受けていたこと、サイコーを支える数々の言動から「人を育てる（導く）」ことにも優れている。実際白鳥が「恋太&ピース」を描き始めた際には当初は原作者として協力し始めたものの、最終的には白鳥1人でやっていけるように育て上げ、服部をして「いい編集になれる」と言わしめたほどである。
亜豆のことを聞き出そうとした一件が切っ掛けで中学時代から香耶と交際が始まる。一時岩瀬・蒼樹との接触からその仲が拗れそうになるなど紆余曲折もあったが、「走れ!大発タント」の連載決定を条件に結婚にこぎつけた。不動産業を営んでいる香耶の父の紹介で見吉家に程近い賃貸マンションを安く借りて（綺麗に使うことを条件に3LDKを5万円で借りた）、結婚生活を開始。新婚旅行は漫画進行の関係で鬼怒川温泉郷だった。

### 亜城木のパートナー
亜豆 美保（あずき みほ）
声 - 早見沙織 / 寿美菜子（ラジオドラマ）
演 - 小松菜奈
誕生日：1993年11月5日、出身地：埼玉県、身長：162cm、体重：44kg、血液型：B型。
本作品のメインヒロイン。サイコーの想い人であり、約束の相手。家族構成は両親と妹。
亜城木とは中学生時代からの付き合いだが、実は小学4年生時に市の展覧会に出展されたサイコーの絵を見た時から、彼に対して密かに好意を抱いていた。少し地味で垢抜けないながらも、そのルックスの良さはシュージンも認めている。
非常に恥ずかしがり屋な性格だが、声優を志している。才能はあり、レッスンに通っているプロダクションからも筋が良いと言われているらしい。
亜城木が描いた漫画がアニメ化した際、そのヒロイン役の声優を担当し、サイコーと結婚するという約束をしている。当初は夢が叶うまで2人の接触は避け、メールで励まし合うだけの関係で通すという条件を付けたが、過労で倒れた時は見舞いに来るなど、積極的にサイコーと接していくようになる。
中学卒業後、八王子市に移った後にプリンスエイトに所属して高校一年で早くも声優デビューし、深夜枠のアニメでレギュラーも取れるようになり、声優としての道を順調に歩んでいる。自力でいくつものオーディションを受け続け、端役ながらも声優活動をこなしていた。やがて熱狂的なファンがつくまで人気も高まり、ファンには「アズキュン」という愛称で呼ばれるようになる。
「+NATURAL」アニメ化の際は、ヒロインの三宮沙也乃役をやるという話もあったが、サイコーとの約束を守るため自ら断っている。その後、亜城木の要望で「PCP」のドラマCDの安之城舞役に決定した。アニメ「REVERSI」の公開オーディションでは、他の声優を圧倒的に上回る票数を獲得してヒロインの水鳥菜保役に決定した。アニメ「REVERSI」の初回放送の日に、約束を守ったサイコーからプロポーズされた。
映画では事務所にサイコーとの関係が発覚したことを理由に別れを告げる。別れ際にサイコーの漫画になぞらえ、「ずっと待ってるなんて無理。先に行くから」と言い残す。
高木 香耶（たかぎ かや） / 旧姓：見吉（みよし）
声 - 矢作紗友里
誕生日：1993年6月25日、出身地：埼玉県、身長：157cm、体重：45kg、血液型：O型。
本作品のヒロインの1人。シュージンの恋人であり、後に妻となる。家族構成は両親と弟。
亜豆の親友。亜城木とは中学生時代からの交流であり、結婚前は亜城木から「見吉」と名字で呼ばれていたが、結婚後は「香耶ちゃん」と呼ばれている。
中学時代に空手やボクシングなどをしており、運動神経は抜群で力比べはシュージンにも勝る。小柄ながらグラマーであり、巻を重ねるごとに巨乳化していった。以前よりシュージンに好意を抱いており、彼が石沢を殴って謹慎となった際、半ば強引な形で付き合い始める。
亜豆とは対照的に、短気で押しの強い性格。かなり喧嘩っ早く、口の軽いところも見受けられるが、サイコーからは「基本いい奴」と言われ、仕事場にも出入りすることを認められている。また、亜城木や亜豆の夢に対抗すべく、思いつきだけで小説家を志すなど、突飛な行動に出ることもしばしば。
亜城木や亜豆を想う気持ちは本物であり、亜城木夢叶の名付け親となる。亜城木を漫画家として成功させることを自分の夢と決め、2人のアシスタントのような形で炊事・資料整理などに協力する。2人が本格的に連載を持った後もベタ塗り・雑用などでアシスタント陣に参加している。また、『WJ』作品に対して彼女なりの意見を呈したり、亜城木の仲に亀裂が走った際は、積極的に仲裁に入ったりもしている。
仕事場を掃除している際、岩瀬がシュージンに宛てた手紙を発見し、さらにシュージンが黙って蒼樹と意見交換をしていたことが原因となり、彼とのすれ違いが生じてしまう。しかし、彼のプロポーズに同意して和解し、その後「タント」の連載決定を期に正式に結婚した。なお、この一件で亜豆、香耶、蒼樹の3人の間にも友情が生まれている。
映画には未登場。

## 漫画家

### 福田組
亜城木夢叶とほぼ同世代の漫画家たちの集まり。福田真太が発起人兼取りまとめをしている。
誌面で作品を競いつつ、時々互いの作品について意見し合ったり、編集部の方針に納得が行かなかった際には抗議することもある。
新妻 エイジ（にいづま エイジ）
声 - 岡本信彦
演 - 染谷将太
本作品のキーパーソンの1人。1992年11月3日生、青森県出身、身長171cm、体重59kg、血液型AB型。
『WJ』で10年に1人の逸材と言われている新進気鋭の天才漫画家。グレーのスウェットに羽ぼうきを何枚も背中に刺した格好が特徴。
6歳の時からペンを握っているため、その画力は新人離れしており、デビュー前から毎月作品の投稿を行っていた。実家は青森県の田舎で、近所に遊び友達がなく、家で漫画を描くことだけが楽しみだったと語っている。佐々木編集長自らがスカウトに訪れた際、連載のために上京する条件として、「自分が『ジャンプ』で一番人気の作家になったら、自分の嫌いな漫画をひとつ終わらせる権限」を要求した。エイジはこの権限を「一番人気のときに格好良く終わらせたい」という想いから、自身の作品である「CROW」に対して行使し終了させた。
どんな時でも終始「漫画を描く」という世界に浸っている、いわゆる“変人”であり、擬音化された効果音を口走りながら漫画を描く奇癖がある。当初は対人関係にほとんど無思慮、編集者にも年下のマンガ家である亜城木に対しても丁寧な敬語で接しているものの、やや慇懃無礼のきらいもあった。しかし、亜城木を始めとしたライバル作家との関わりを機に、次第に周囲からの助言、指摘を素直に受け入れるようになるなど人間的に成長。自分が興味を持った人間、認めた人間に対しては常に応援を絶やさず、また、そんな人間をライバルと認識し競い合うことで自らを高めていくことを愉しみとしている。
自分の作るキャラは考えなくても勝手に動くという「天才タイプ」の漫画家であるが、それゆえに「読者をどんな方法で楽しませるか」などといった計算面での技術は皆無で彼の唯一の弱点でもあった。また、ネーム作成や打ち合わせも「面倒くさい」という理由で嫌っていたが、弱点の指摘をサイコーから受け、漫画作成の姿勢（およびプロの漫画家としての自覚の無さ）を福田に厳しく指導されてからは考えを改め、雄二郎に謝罪の上、それらも真面目にするようになった。その素直さは、後述の亜城木との関係にも表れており、初対面の折「仲良く」して欲しいと述べていた。その後、対人関係でも、角が取れ初対面の人間とも積極的に言葉を交わすようになり初めての新年会でも平丸に話しかけたり、お酒のお代わりを取りに行くなど人気作家とは思えないほど動き回っている。感覚とセンスが狂うからという理由で、作業デスクの上に漫画関係以外のものが有るのを嫌がっていたが、携帯電話も置いておくようにもなった。
福田やサイコーの指摘後も、すぐさま作品に反映された。その後、順調に実績を積み、コミックの売上・アニメ化などで収入も上がり、有限会社化した。
漫画に関して高い慧眼を持ち、金未来杯で発表された作品の人気順位を正確に当てたり、他の連載漫画に関しても（独特な隠喩表現を交えて）的を射た指摘を述べており、雄二郎を通じて関係者によく伝えられる。
得意な分野は「王道」のバトル漫画。特に「ヒーローが悪をやっつける」勧善懲悪モノを好む。反面、恋愛経験がないこともあって、恋愛ものが苦手という一面もあり、自らが書いた恋愛漫画は微妙な評価を受けた。
デビューから長らく「CROW」を連載していたが、「+NATURAL」の作画を担当することで、一時は異例の『WJ』で2本同時連載を実行していた。「CROW」終了後も「+NATURAL」の作画と同時に別のヒーローもの漫画を描いている。担当編集者にJR吉祥寺駅南口に程近いマンションを借りてもらい、執筆に勤しんでいる。大変な速筆家であり、ネームは一日、原稿は二日で仕上がるらしい。
亜城木の作品を「自分には思い付かない」と高く評価している。同時に亜城木を自身のライバルとして認めており、とりわけサイコーに対しては初対面時より互いに意識し合っている。さらに「+NATURAL」の連載開始を福田たちに問い詰められた際には「亜城木を奮起させたい」という服部の思惑に付き合い、その場の全員に対し「文句は勝ってから言え」と言わんばかりの態度をとることで亜城木のみならず福田たちをも奮起させるなど、福田組の仲間たちそれぞれもライバルとして認めている模様。ただし、漫画家同士の友情と仕事は別物とはっきり割り切っていて、仕事上のことにはあくまでもクールでシビアである。漫画家にはデビューしていれば年下やアシスタントであろうと「先生」付けで呼ぶが（漫画家を辞めた後の中井は「中井さん」に戻った）、七峰だけは「七峰くん」と呼ぶ。
福田からは「新妻師匠」と慕われ、そして倒すべき目標とされている。「CROW」連載終了宣言時も福田組のメンバーから倒す目標がいなくなることを良しとせず人気投票1位から陥落させるべく打倒宣言の挑戦を受けて立ち、最終回まで1位を取り続け「CROW」の連載を終了させた。
「REVERSI」が連載終了時には、「ZOMBIE☆GUN」を300万部にして復帰を待っていると亜城木に宣言した。
作品の第一回キャラクター人気投票では1位を獲得している。
福田 真太（ふくだ しんた）
声 - 諏訪部順一
演 - 桐谷健太
新妻エイジに次ぐ逸材として期待される青年漫画家。1990年7月27日生、広島県出身、身長179cm、体重66kg、血液型B型。
銀に染めた長髪にニット帽を被っており、歯に衣着せぬ物言いが特徴。高校卒業後、漫画家になる夢を抱いて上京。夢を実現させるかフリーターで終わるかの「一か八か」の生活環境に自らを追い込んだ中で、アルバイトをかけ持ちしながら『WJ』での連載を目指していたらしい。
生活費のためにエイジのアシスタントを長く続けていたこともあり、個性の強い彼と対等に付き合うことのできる数少ない人物の1人で、ネーム作成や打ち合わせを軽視するエイジに対し、プロの漫画家としての自覚が足りないことを厳しく指摘するなど、漫画に対しては非常に実直で誠実な面を持つ。
エイジのアシスタント時代は「自分の方が年上だから」という理由でエイジのことを「新妻くん」（時と場合によって「新妻先生」）と呼んでいたが、自身が連載を開始してからは「新妻師匠」と呼んでいる。
自分とエイジと亜城木および中井（後に蒼樹と平丸も加入）を合わせて、福田組と称し、彼自身はその組長（リーダー）を自負している。短気で怒りっぽく言葉遣いも荒いので（特に雄二郎から）指摘されることも多いが、「ロードレーサーGIRI」のアニメ化が決まった際には雄二郎に素直に礼を言うなど殊勝な一面も持っている。
初対面のサイコーからも「嫌な人」と思われていたが、度量も大きく面倒見の良い性格のためか、自分たちの好きな作品やエイジの漫画作成の姿勢について意見交換した際は、「いい人」と評した。福田組らの問題に度々首を突っ込んでおり、「TRAP」休載の際は編集長の一方的な主張に腹を立て、自身が先頭に立って福田組や平丸と一緒に連載をボイコットしたり、性格や価値観がほとんど合わない蒼樹にも作画のアドバイスをしている。
得意な作風は、過激な描写が多いバイオレンス系のバトル物で、「少年漫画はもっと不健全な作品がいっぱいあってもいい」「PTAを敵に回すくらいの方が面白い」などといった持論を主張している。画力は特別に高い方ではないが、彼の荒々しいストーリーには適している画風らしい。少しエッチな描写のある、いわゆる萌え系美少女漫画が好きという一面があり、『To LOVEる -とらぶる-』を「男の漫画だ」と語っている。自身の作品にもパンチラを取り入れており、「若葉の頃」にてパンチラの描き方に悩む蒼樹の指南役を買って出ている。
なお、本人は「広島のロミオ」を自称するものの、恋愛経験は豊富な方ではない模様。
中井 巧朗（なかい たくろう）
声 - 志村知幸
演 - 皆川猿時
アシスタントをしながら連載を目指してきた遅咲きの漫画家。1976年2月2日生、秋田県出身、身長167cm、体重108kg、血液型O型。
無精ヒゲの生えた肥満体の中年男性。12年にも渡って数多くの漫画家のアシスタントを続けていたベテラン。背景画や効果線などを描く技術は一流で、画力・器用さはあるが、一方でオリジナルのストーリーやキャラクターを作ることは苦手で、自作のネームも編集部からはまともに見てもらえず、連載を取る夢はほとんど絶望視されていた。しかし亜城木や新妻、福田らと会ったことで刺激を受け、再び連載を目指す。その後、蒼樹と組んで初めて連載漫画を持つことになる。
見栄えの悪い外見に加えて漫画に専念してきたためか、女性に対しては縁がなく、惚れっぽく偏った感情を抱く傾向にある。蒼樹に対しては打ち合わせでの初対面時から熱を上げ、彼女に身を挺したアプローチをかけるが連載打ち切りと共に想いを打ち明けて失恋した。その後、高浜のアシスタントとなった際にアシスタント仲間となった加藤に一目惚れしてからは再連載の目標を放り投げ、コンビ再結成を打診した蒼樹に（半ば強引に）交際を迫ったため、蒼樹には「人として最低です」と嫌われ、高浜の連載終了決定を期に加藤にも振られたことで自分の非を認め、「漫画を恋愛に利用したことに嫌気が指した」と漫画家を断念。高浜のアシスタントの仕事を無責任に放り出す形で、農家を営む実家を継ぐために故郷へ帰った。
実家に戻ってからは自堕落な生活を送っており、母親（声 - くじら）からも愛想を尽かされていた。その折に高待遇を条件にチーフアシスタントとして七峰からスカウトを受け再び上京する。初登場時よりも体型はさらに大きく肥え太ってピザをよく食べており、美人の女性ばかり優遇する面もさらに悪化していたため、他のスタッフからは嫌われていた。七峰のやり方は生活を守るために黙認していたが、他人のアイディアを利用したり、担当編集者を軽んじる態度には疑問を抱いていた。「有意義な～」の人気低迷を知り、打ち切りにより高待遇生活を失うことを恐れ判定人たちに口を出した結果、逆に判定人全員の離反を招いてしまい、七峰の敗北と同時にアシスタントを解雇された。
様々な問題を起こしたことで週刊少年ジャンプから仕事をもらえなくなり、その後はしばらく浮浪者のような生活を強いられ、全てを蒼樹のせいにし、酒の勢いで彼女の家に乗り込もうとして平丸と壮絶な殴り合いを展開したが、その成り行きで平丸と意気投合し、彼のアシスタントとして雇われる。平丸とは蒼樹との関係を巡って犬猿の仲だったが、平丸と蒼樹が婚約して以降は仲の悪さはなくなった。
平丸のアシスタントになって以降、漫画家としての再起の条件として吉田からダイエットを命じられており、アニメ最終話の平丸・蒼樹の挙式のシーンではほぼ初登場時の体型並みに痩せた姿になっていた。
蒼樹 紅（あおき こう）
声 - 川澄綾子
『WJ』では珍しい女性作家。本名は青木 優梨子（あおき ゆりこ）。1990年3月11日生、東京都出身、身長163cm、体重46kg、血液型A型。初登場時の年齢は20歳。
泣きぼくろが特徴の美女で、サイコー曰く「岩瀬に少し似ている」。作品世界における日本の最難関大学である東応大学に進学しており、大学院に進みながら漫画を描いている（ただし、作中では大学院に通っていたり大学院の勉強をしている場面は1度も描かれていない）。漫画家の道が駄目だった時のために、教員免許も取得しているとシュージンとの通話で明かしている。
得意な作風はファンタジー漫画。以前は『マーガレット』で少女漫画の読切を執筆していたが「この手のファンタジーなら少年誌でやった方が良い」という編集部の誘いを受け『WJ』に移籍することにした。しかし、画風は少年漫画向きではなかったため、原作者に方向転換し、大学2年の時にストーリーキングのネーム部門で準キングに入賞している。
性格は生真面目で他人に心を開くのが苦手なため、クールでプライドが高いと見られることもあり、特に初期のころの彼女は全くの無表情だった。そのことは本人も自覚しており、“福田組”、特に福田に対しては抵抗感を持っていたが、彼らとの出会いを通し徐々に内面に変化が現れ始め、人間関係に柔軟な考えを持てるようになっていった。普段は敬語口調で話し知的な物腰だが、少し天然ボケな一面もある。
かつては漫画に対してサイコーたちと全く反対の価値観を持ち、亜城木や福田の作品は「少年誌向けではない」と嫌う一方、サイコーたちの好みではない間界野昂次の作品を絶賛していた。
「hideout door」終了後は、中井とのコンビを解消、少女漫画誌に戻ろうとしていたが、山久に半ば強引に引き止められる形で、少年漫画を一人で描くようになる。
整った外見と落ち着いた物腰から男性にアプローチをかけられることが多いが、異性に対しては潔癖すぎるほどで恋愛経験は全く無かったとのこと。中井との決別で一時は男性不信に陥ったこともあった。その後、シュージンとは『青葉の頃』のストーリーでの「男性の気持ち」を聞く相談相手となり、唯一信頼できる男性として何度か電話をするうちに徐々に惹かれていくも、香耶の存在を知っていたため恋愛感情は自制していた。その後長い間、アプローチしてきた（蒼樹本人は気づいていなかったが）平丸の真摯な想いを受け入れ、正式に交際することとなった。以降は平丸をたしなめつつ臨時のアシスタントを依頼したり、自宅に乗り込んできた中井のことを一任するなど、全幅の信頼を置く描写が目立つようになる。「神様がくれた…」の連載終了が決まった時に平丸から遊園地にデートに誘われ、観覧車の中でプロポーズされてそれを受け入れた。アニメ版では最終回のエピローグで、皆に祝福されながら平丸と教会で結婚式を挙げるシーンが描かれ、蒼樹の投げたウェディングブーケを亜豆が受け取っている。
平丸 一也（ひらまる かずや）
声 - 森田成一
演 - 新井浩文
『WJ』班長の吉田が担当している異色の漫画家。1984年6月18日生、神奈川県出身、身長171cm、体重61kg、血液型AB型。初登場時の年齢は26歳。
極端につり上がった鋭い目をしている、黒い長髪の男性。初期のころは喫煙者だった。世の中に対して屁理屈ともいえるアンチテーゼ的な持論を主張し、エイジにさえ「変わってて面白い」と言われるほどの変わり者。良くも悪くも切り替えが早く欲望に忠実で素直な性格である。エイジ同様「天才タイプ」の漫画家であり本人の心情によって作風などが変化し、ネガティブになることで面白い漫画のアイディアが浮かぶという特異な思考の持ち主でもある。「TRAP」休載を巡る福田らのボイコットに便乗する形で福田組への仲間入りを果たす。
元は漫画とは無縁のサラリーマンだった。スクリーントーンも知らないなど、漫画に関する知識は皆無だったにもかかわらず、たまたま（アニメ版では乗り合わせていたサイコーとシュージンの会話がきっかけで）電車の網棚に置いてあった『WJ』を読んで「これなら自分にも描ける」と思い、独学で漫画を描き始めた。そして、1ヵ月後に初投稿した「ラッコ11号」がいきなり月例賞（トレジャー）の佳作に入賞、さらに連載に繋げた実績を持ち、エイジとは別の意味で驚異的な才能を持った天才と言える。
漫画については担当の吉田から「2〜3年にたった一人の逸材」とその才能を評価されており、作品の支持率もエイジや福田に次ぐ安定度を誇る。反面、画力はそれほど高くないため、どんな作風でも全てギャグ漫画に見えてしまう特徴がある。この部分は、「僕には通じない」の連載時にアシスタントに加わった中井の指導で向上し女性ファンの人気を獲得。アニメ化の要因にもなった。
元々漫画家になりたかったわけではなく、単に嫌いな会社勤めから逃れる手段として漫画を描く道を選んだだけのことで、できることなら働かずに暮らしたいと考えている。連載開始後も、予想以上にハードな漫画家生活が嫌になり、仕事場からの逃亡や失踪（高浜曰く「ストレス発散」）を繰り返すので、吉田に捕獲されて仕事に戻ることが作中で2度ほどあった。以後は吉田による監視（および口車）のもと、生活のため仕事に勤しんでいる。
一方で、サイコーが入院した際、「サイコーが川口たろうの身内だから」という理由で一方的に高校卒業まで「TRAP」長期休載を言い渡した佐々木に怒りを見せたり、落ちぶれた逆恨みから蒼樹の自宅へ乗り込んだ中井を（自身の体験や本音を交えつつ）理に適った言葉で諭すなど、漫画以外の分野においても「やる気さえあれば」かなりの能力を発揮する。
女性に対しては奥手ながら年下好きでかなりの面食い。長い間、蒼樹を餌に吉田にいいように「操縦」されていたが、釣られていただけだと気づき、吉田をふりきり玉砕覚悟で蒼樹に告白。吉田は平丸がふられたショックで漫画家を廃業することを危惧していたが、予想に反し蒼樹がOKしたため、めでたく恋人同士になれた。ただし、蒼樹からは漫画制作を続けるようにと念を押された。交際して以降は蒼樹のことを「ユリタン」と呼んでいて、自分のことも「カズタン」と呼ばせようと考えていたが、計画はうまくいっていなかった。その後、蒼樹の「神様がくれた…」の連載終了が決まった時に遊園地にデートに誘い、そこでプロポーズすることを決意し、様々なドタバタがあったもののなんとか観覧車の中でプロポーズをしてOKをもらい、めでたく婚約した。アニメ版では最終回のエピローグで、皆に祝福されながら蒼樹と教会で結婚式を挙げるシーンが描かれ、その時に蒼樹から「カズタン」と呼んでもらえた。作中通して吉田、蒼樹、福田には全く頭が上がらない。
高浜 昇陽（たかはま しょうよう）
声 - 下和田ヒロキ
港浦が担当している漫画家。1991年4月30日生、静岡県出身、身長164cm、体重62kg、血液型A型。初登場時の年齢は19歳。
「TRAP」連載に当たり、港浦の紹介で亜城木夢叶のアシスタントをすることになる。価値観の異なる人には基本的に心を開かず、初登場時は終始無言だった。その反面、信頼した人間には敬意を払うようで、高校へ通いながら連載を持っていた亜城木のことを尊敬しているので、自身が作家として独立してからも敬語を使っている。
ウォルト・ディズニーの大ファンであり、ディズニーのような漫画家になるのが夢。画力は確かで、アシスタントの際は背景画を担当している。
当初は担当である港浦と折り合いが悪く、亜城木に対して「アテにならない」と警告すらしており、初連載だった「BBケンイチ」の連載終了後、佐々木に対して担当替えの抗議も行なったほどだった。しかし、佐々木から「描きたい物が描けないのは自分の実力不足を自ら認めている証拠。自分の作品の結果を担当や編集のせいにするのは1番愚かだと思っている」、「担当替えの申し出は大御所作家であっても不可能。納得いかなければ他誌に行っても構わない」と厳しく諭された後は考えを改め、港浦との関係も緩和された。
「タント」連載で再び亜城木のアシスタントを務める。編集部との合意の上で「タント」が打ち切りになった後は、自分も新作を描く意欲を見せる。そして「PCP」の開始から間もなく「正義の三肩」の連載を開始。王道以外のジャンルで亜城木を下し、『WJ』の天下を取ることを狙っている。
いわゆる「福田組」には属していないものの、亜城木との関係以外にも最初の連載時に中井をアシスタントとして雇っていたことを始め福田組との縁は深い。さらにエイジが連載終了の権利を執行したと知った福田が福田組を呼び集めた際には亜城木らと一緒に呼ばれており、福田組の準メンバー的な立ち位置にいることがうかがえる。
アニメ版最終話では、「正義の三肩」の映画化が決定したことを港浦から知らされ、漫画家として順調な道を歩んでいる。

### その他
福田組に属していないが、亜城木にライバル意識や尊敬を抱いている作家が多い。
岩瀬 愛子（いわせ あいこ）
声 - 藤村歩
サイコーたちの中学時代の同級生。ペンネームは秋名 愛子（あきな あいこ）。1993年5月8日生、埼玉県出身、身長165cm、体重47kg、血液型A型。
中学時代、シュージンと学年トップを争う優等生だった。才色兼備の持ち主だが、自分の実力を鼻にかけている節があり、他の同級生たちからは敬遠されていた。高校時代には小説を書いており、「小説すばる新人賞」を受賞して出版業界の注目を集めていた。
異性には才能を求める傾向があり、シュージンに好意を抱いており、中学1年の時にシュージンに握手を求めて彼がこれに応じたため、それ以来、自分の告白が受け入れられたものと勝手に思い込んでいた。結局、その恋は叶わぬものとなったが、大学進学後も彼に対して一途な思いを抱いていた。
蒼樹とは同じ大学の先輩と後輩の関係にあたる。東応大学に進学してからもプライドの高さは変わらず、新妻たちからは「昔（初めて会ったころ）の蒼樹さんそっくり」と笑われることもあったが、その一方で「自分でやると決めたことは必ずやり通すタイプ」とも評価されている。反面一時「+NATURAL」が低迷していたころは、順位の下降に引きずられるかのように徐々に作品も勢いを失い、あと少しで筆を折りかねないほどにまで追い詰められていたが、仲間たちの激励を受けて立ち直るなどシュージン同様打たれ弱さをみせることもあった。
自分の本の売り上げが「TRAP」の単行本に遠く及ばないことを知ってもなお、漫画家は小説家よりも劣った職業であると一方的に決め付けているが、シュージンの気を引くため、あえて漫画原作に挑戦する姿勢も示している。
初代担当は亜城木と同じく服部哲。ネームは書けないためストーリーを手掛けることになったが、その実力と挑戦する意気込みは服部を唸らせた。初めて少年誌向けに書いた原作「+NATURAL」を、エイジがネームにして編集会議に出され、連載権を獲得した。
シュージンが香耶と結婚した後は、担当の服部に対して打ち合わせの度にアプローチをかけていた。服部が亜城木の担当になってからは彼らを逆恨みし、『WJ』から彼らを引きずり下ろすことに躍起になったが、新担当の港浦に諭されてからはシュージンを激励したりアドバイスを送るなど、良きライバル関係を築くようになる。
作画担当のエイジとも最初は擦れ違いが多かったが、彼が自分の才能を認めていることを知ってからは積極的に接している。また「PCP」に勝つために「CROW」と「+NATURAL」のクロスオーバー企画を行うことを、何日にもわたって申し入れた。この時、周りには岩瀬が新妻を口説いていると思われていた。
最終話近くでは、担当編集者が小杉に変わり、彼と打ち合わせをしている場面が描かれている。
静河 流（しずか りゅう）
亜城木夢叶が「未来時計」を月例賞に投稿した同じ回に月例賞に投稿してきた新人漫画家。1993年8月4日生、埼玉県出身、身長176cm、体重59kg、血液型B型。
黒髪に黒縁の眼鏡をかけた非常に寡黙な青年で、初登場時は担当編集者の山久の前でも全く言葉を話すことがなかった。エイジや平丸に劣らぬ個性派で、中学2年の時から常にカーテンを閉めている自室に引きこもり、ゲームに没頭していた。エイジ曰く「自己投影型」の作家であり、自分を認めてもらいたいという願望が強く、成功すると調子に乗る反面、失敗したり、他人の言葉で傷ついたりすると極度に落ち込んでしまう非常に繊細な一面も持っている。特に「引きこもり」などの言葉には過剰に反応し、ものすごい形相で相手を睨みつける。一方、ゲームで培われた攻略精神は漫画にも生かされており、担当の助言を素直に受け入れ、作風を素早く適応させようとする。
「人の死」をテーマとするダークな作風が得意なため、「才能は確かだが『WJ』で連載するには危険過ぎる」と編集部から敬遠されていた。そのため、「月例賞」では応募作が誌面やウェブサイトに掲載できない内容だったことから、回避策として特別賞「新妻エイジ賞」を受賞している。
極度の人間嫌いで、初めは担当編集者の山久とも滅多に会おうとせず、インターネットのチャットを通して会話をし、ネームもファックスで送っていた。山久も当初はこの方法を貫いて行くことを決めていたが、「True Human」が連載会議で落選した際音信不通になったため、チャットでの打ち合わせをよく思っていなかった吉田からのアドバイスを受けた山久が静河の自宅を訪れ、ゲームをやりながら交流を深めていくという手法に切り替えた結果、山久には自分からネームを見せるなど少しずつ素直な気持ちを打ち明けられるようになり、家族の反対を押し切って自立。編集部への挨拶回りやアシスタントへの指示などを通じて基本的な対人スキルを身につけ、漫画家としての人生を歩み始めることになる。
山久にキャバクラに連れて行かれてからは、「女性に優しくされる」という生まれて初めての経験をしたことで毎日のように入り浸るようになり、作風が変化した。しかし吉田が企画した蒼樹らとのお茶会（平丸も参加）で、蒼樹のアシスタントの一人に「暗い」と言われた時には作風もより過激になり持ち直した。
物語の終盤では全くと言っていいほど出番が無くなっていたが、「REVERSI」の最終回が描かれた回で久々の登場を果たし、その内容に興奮した笑顔を浮かべていた。最終回直前には連載が終わりキャバクラ通いが復活したが、酒のせいか性格がかなり陽気になっていた。
テレビアニメ版では登場せず、彼が話に関わる部分は全てカット・変更されている。
白鳥 シュン（しらとり シュン）
声 - 井口祐一
「PCP」連載開始時に亜城木のアシスタントを務めていた漫画家。中性的な風貌の青年。1996年3月21日生、東京都出身、身長173cm、体重60kg、血液型A型。
画家になるために美大を志望していたが落ち、アシスタントをするようになったという。絵の実力はアシスタントの中でも随一で、「PCP」では背景の担当に選ばれた。見かけによらず思ったことをはっきりと、しかも皮肉交じりに言うことが多い。始めは漫画家になるつもりはなかったが、アシスタントを務めるうちに亜城木夢叶に触発され、漫画を描くようになる。
祖父の代から続く化粧品会社社長の息子。ただし一人息子であるにもかかわらず親の会社を継ぐ意思はないため、家族の中では肩身の狭い思いをしており、愛犬のピースにだけ心を許している。金持ちの家庭で何不自由のない生活を送っており、洗濯や炊飯など1人ではほとんど何もできずかなりの世間知らずだったが、「恋太&ピース」の連載を機にサイコーらの元を去ったのを境に、次第にしっかり者な一面を見せるようになっていく。
漫画を下らない低俗なものとしか見なさず、父親の会社を継ぐかパリへ留学するかの二者択一を迫る母親に見切りを付けて家出し、それを察知して追ってきたピースと共に数日間公園で寝起きしていたが、事情を知った香耶とその父親（不動産経営者）の計らいでアパートを借り、ピースと共に新しい生活を始める。
一度母親に連れ戻されそうになるが、亜城木やアシスタント仲間、そして漫画について少々の理解があった父親と姉のおかげで説得に成功し、曲がりなりにも漫画家としての一歩を踏み出す。その後シュージンと協力し「恋太&ピース」を書き上げ、連載権を獲得する。連載は半年程度で打ち切りとなったものの、母親からも漫画家としての努力だけは認められたようで、「連載を経験し自信がついた」として今後は独力で作品を作っていくと前向きな姿勢を服部に語った。原作では以降は登場せず、最終回にも登場せずその後どうなったのかは不明。
アニメ版最終話では新作を編集部へ持ち込み、新しく担当になったキムに見てもらっている様子が描かれている。
七峰 透（ななみね とおる）
声 - 立花慎之介
亜城木が審査員を担当した月例賞に「シンジツの教室」を投稿した漫画家。1997年4月10日生、東京都出身、身長170cm、体重57kg、血液型B型。
亜城木が「疑探偵TRAP」を連載している時、毎週ファンレターを送っていた。小6のころから漫画を描き始め、亜城木の影響を受けて中学2年生の時に漫画家になることを決心する。学生時代は友達がいなかったが、亜城木の「この世は金と知恵」に衝撃を受け、金をバラまいたところあっけなく自分に取り入るようになった同級生らを見て、「金こそが全て」という思考を持つようになった。とある大会社の社長の御曹司だが、父親とは仲が悪く、高校を中退しアルバイトに明け暮れていたらしい。
表面上は明るく社交的な好青年を演じているが、実際は『WJ』連載と読者の判定を得るため、自身の作品をインターネットにUPするなどといった狡猾で計算高い不敵な思考の持ち主。画力は高く、アイディアを出す力も持ち合わせており、その才能は亜城木や小杉からも認められているが、他人を見下して生きてきたためか人の気持ちを察することが出来ず、キャラクターの「良さ」を引き出す能力に欠ける。
目的のためには平気で他人を利用し用済みと判断すれば使い捨てる非情な手段も用いる。その上、自分のやり方を過信するところがあり、編集部はもちろん、亜城木ら福田組を含めた作家達からもその点に関しては快く思われていなかった。
担当編集の小杉に対しては「漫画をわかってない」と見下し、彼の諫言に耳を貸すこともほとんどなかった。「嘘をついたら死ぬ」「緊張したらオナラが出る」といったワンアイディアによって話を膨らませる作風が特徴。人間の欲や深層心理、大人目線の本音を題材とした邪道の作品を得意とするが、編集部からは「少年誌向けではない」と評価されている。
「有意義な学園生活に必要なソレ」の連載時には、インターネットで募った50人の判定人からアイデアを出してもらう手法を用いていた。初対面時にその方法を否定した亜城木との対決に挑み、背景画の達人である中井をうまく言いくるめてアシスタントに起用するなどさまざまな手段を講じたが、判定人の多さゆえに統率が取れないことや、七峰自身にアイデアをまとめて抽出する力がないことからこの手法はすぐに行き詰まり、自分の意見に沿わない人間を無下にした上順位を虚偽報告していた。さらに中井が人気を持ち直させるようなアイデアを出させようと「有意義な〜」の低迷をばらしたため、判定人全員が離反してしまった。そのため散々な結果に終わり、自らも漫画家の仕事を放り投げようとしたが、小杉の身体を張った説得に動かされ、独力で描き上げたネームを提出。曲りなりにも改めて漫画家として再起を図る。
その後父親の力を借りて「シンジツコーポレーション」を立ち上げ社長に就任。賞を取り損ねた漫画家候補者たちを「影の原作者」として雇い、その原作によるベテラン漫画家たちの作品を次々と雑誌に掲載させる。さらにその効果を確認した上でベテラン作家たちを切り捨て、同様の手段による自身の再起を目論む。しかしこれらの行動がWJ内で問題になり、佐々木から「読切で3位以内に入れば連載会議に回すが、入れなかった場合七峰が関わる作品は今後一切本誌では使わない」という条件の下、「1000億と美少女」を掲載するが、『WJ』の読者層とマッチすることがなく「PCP」はおろか自分が利用して切り捨てた東の作品にも負け、2度目の敗北を喫し、『WJ』からは永久追放となった。原作ではジャンプの作家たちがREVERSIの最終回を読んでいるシーン以降は登場せず、その後どうなったのかは不明。
アニメ版では、「シンジツコーポレーション」にまつわる話は全てカットされ、最終話にて新作「イイコのジジョウ」の新連載開始で「ジャックSQ」の表紙を飾っており、再起を果たしたことが示唆されている。
新井 貴作（あらい きさく）
声 - 坂巻学
ベテランの漫画家。1981年7月17日生、長野県出身、身長168cm、体重62kg、血液型A型。
小太りで眼鏡をかけている。温厚な性格。得意な作風は「恋愛モノ」とのことで、人気作家恋愛読切祭にも参加し、蒼樹、平丸に次いで3位を記録している。
亜城木が「TRAP」で連載権を獲得した時は、「チーズおかき」という作品を連載していた。しかし「チーズおかき」を始めとした連載作は3回連続打ち切りにされ、実績が出せなかったため、『WJ』から戦力外通告を受けた。その後、七峰の策略により、東同様の復活劇を遂げたが、七峰からの支援が打ち切られると同時に全てを『WJ』編集部に打ち明けた。後に、七峰に利用されたベテラン漫画家は物語が良ければ人気が狙えるということが証明されたため、担当とやり直すことが決まっている。
響 恭太郎（ひびき きょうたろう）
声 - 金光宣明
『WJ』で活動する漫画家。1980年6月6日生、長崎県出身、身長174cm、体重78kg、血液型O型。本名は中島芳介（なかじま ほうすけ）。「疑探偵TRAP」の休載明け直後に連載が開始された、「怪盗チーター」の作者。人気は低いにもかかわらず横柄な態度をとっていたため、担当の内田と大喧嘩したこともある。
福田が「ロードレーサーGIRI」を連載した際にも同じく漫画を連載していたが、その後漫画家を辞め、七峰の下で漫画家講師として働いている。七峰のやり方には内心疑問を感じつつも、七峰に従っていれば食いぶちに困らないという理由から表立って意見をしていない。
KOOGY（コージィー）
声 - 森久保祥太郎
間界野昂次（まかいの こうじ）のペンネームで金未来杯にエントリーしていた漫画家。生年月日非公表、アメリカ合衆国出身、身長167cm、体重63kg、血液型AB型。
ミュージシャンでもあるが、漫画で連載デビューするために活動休止を宣言した。歌手だけでなく俳優業でも成功しており、あらゆる面で自らのカリスマ性を発揮したいと考えている野心家。漫画家としての成功は、自分の名声を高めるための一つのプロセスとしか考えておらず、亜城木や新妻・福田らのように本気で取り組んでいる様子はない。
マスコミの力を利用して自分の漫画家デビューを大々的に宣伝し、金未来杯ではKOOGYファンからの投票を大量に集めようと画策していたが、実際の読者投票の結果では惨敗した。しかし『ジャンプSQ』編集長の茨木のお膳立てで『SQ』にて「カラフジカル」の連載を開始することになる。連載以前は蒼樹とコンビを組む予定だったが、蒼樹が中井とのコンビ再結成を決めたため、反故になった。
アニメ版最終話では本人は登場しないが、書店に平積みされた「ジャックSQ」に「BMENの諸事情」という作品で連載陣の中に名前が載っており、漫画家は続けている模様。
石沢 秀光（いしざわ ひでみつ）
声 - 宮田幸季
サイコーたちの中学時代の同級生。名前はテレビアニメより。1993年5月19日生、埼玉県出身、血液型O型。
当時、他の同級生たちから絵が上手いと評判だったが、その実体は学校の女子を「萌え絵」のように描いて人気取りをしていただけであり、その上に評論家気取りで他人の漫画を貶し、「1億分の」のサイコーの絵を批判したため激怒したシュージンに殴られ、それ以来2人とは因縁の関係にある。
その後は亜城木と同じ八名大学に入学し、「キャラキラコミック」という漫画雑誌で4コマギャグ漫画を連載していた。中井とコンビを解消した蒼樹のアシスタント候補として挙げられたが、彼女に対して下心を込めた発言をしたことで不評を買ったうえ、偶然居合わせた福田に一蹴された。
連載が終わった後は次の仕事もなく、自室に閉じこもってアニメを見るだけのニート生活を5年も送っていた。2017年時点では北見リリカに熱を上げており、彼女のブログから亜城木夢叶のどちらか一人と亜豆が交際していることを推測し、亜豆を陥れるためにネット掲示板に情報をリークする（アニメ版ではこの流れはカットされ、リリカのブログがスキャンダルの直接の原因となっている）。
東 美紀彦（あずま みきひこ）
かつて新井の師匠だった売れない漫画家。1966年5月5日生、新潟県出身、身長183cm、体重59kg、血液型A型。初登場時の年齢は50歳。
若いころに『WJ』編集部に原稿を持ち込みをしていたが採用されず、その後は『少年スリー』などで漫画を描いていたが、画力は高いもののストーリーを作ることが苦手で中身のない作品ばかりだったため、人気が無かった。しかし、七峰の策略によって描かれた「ぱんちらファイト」を『WJ』に持ち込み、服部の目に留まったことを機に短期集中連載権を獲得することに成功する。
川口たろうの元アシスタントで、川口の最後のアシスタントとして活動を共にした唯一の人間。サイコーのことは川口から名前だけ聞いており、「タカちゃん」と呼んでいた。川口亡き後、彼の代わりに『WJ』でヒット作を生み出すことを墓前に誓っていたが、漫画家として成功することはなく現在に至る。
服部哲曰く「優しく思いやりのある人物」で、その想いと長年の経験から、表情豊かなキャラクターを描くことを得意としている。
七峰の再起計画実行に伴い支援を打ち切られるが、その後服部の協力で描き上げた「ヒラパラパラダイス」で七峰の目論み阻止に貢献した。服部からは今後もWJで描いて欲しいと頼まれるも、川口への誓いを果たしたことで燃え尽き、漫画家引退を決め断った。
アニメ版では、「シンジツコーポレーション」にまつわる話はカットされているため未登場。

### アシスタント
小河 直人（おがわ なおと）
声 - 下山吉光
亜城木夢叶の2代目担当編集者・港浦が連れて来た、ベテランのアシスタント。下の名前はアニメ版より。1979年4月2日生、福岡県出身。初登場時の年齢は31歳。
漫画家の夢を諦めて久しいプロの専業アシスタント（プロアシ）で、チーフとして他のアシスタントたちを仕切り、指導も行う。落ち着いた雰囲気の男性だが、仕事には神経質で、仕事に差し支えるような雰囲気を嫌い、自分が仕事をしやすい環境を常に整えている。実は妻子持ち。初登場時は同棲状態で、「TRAP」連載中に結婚した模様。生活費のために他の漫画家のアシスタントも掛け持ちしている。
かつて漫画家を目指し漫画専門学校にいた時、ストーリーを作る才能がないと言われて、漫画家の夢には見切りを付け、アシスタント業専門に徹することにしたらしい。そのため「絵は見られても漫画を見る目はない」と自嘲している。「TRAP」についてはすぐに打ち切られそうだと予想していた。
亜城木が「REVERSI」の連載決定で2本連載になったことに伴い、再び亜城木の仕事場のチーフとして雇われる。当初は他のアシスタントを兼任していたこともあり、多忙な時期に度々仕事を抜けていたため森屋からは良く思われていなかった。しかし、無茶なスケジュールを組んで締切に追われていた亜城木の現場に知人のアシスタントを伴って応援に駆け付けたため彼とのわだかまりは解けた。
加藤 奈津実（かとう なつみ）
声 - 本多陽子
小河・高浜と共に港浦が連れて来た、亜城木夢叶のアシスタント。眼鏡をかけた三つ編みの女性で、外見・性格共に純朴な雰囲気。初登場時でのアシスタント歴は2年。1985年9月10日生、千葉県出身。初登場時の年齢は27歳。
住所がサイコーたちの仕事場から近いため、「泊まりがいらない」との理由で港浦が連れて来た。アシスタントとしては特に可も不可もない様子。「TRAP」の打ち切りに伴い、約1年でサイコーのアシスタントを解雇となった。その後、高浜の連載が決まってからは、彼の仕事場のアシスタントになった。男性は年下が好みかつ面食いらしく、サイコーのことを「可愛い」と言い興味を持っていたが、亜豆の存在を知ると素直に身を引いた。また、白鳥のアシスタントをやりたいと言っていたことも。高浜のアシスタント時代に中井と親密になるも、あくまでアシスタントとして尊敬していただけであり、彼に告白めいた発言をされて以降はさりげなく拒絶する姿勢を見せた。
高浜の連載終了後は「青葉の頃」を連載する蒼樹のアシスタントとなり、その経験からチーフを任された。その後白鳥が抜けた亜城木のもとで、再びアシスタントを務める。
折原 一力（おりはら いちりき）
声 - 興津和幸
「走れ!大発タント」期からの亜城木夢叶のアシスタント。1993年5月25日生、鳥取県出身。
賑やかでよく喋る職場のムードメーカー的存在。バンダナをいつも頭に巻いている。
手塚賞で佳作をとっており、絵はうまい。
森屋 秀一（もりや しゅういち）
声 - 酒巻光宏
「PCP」期の亜城木夢叶のアシスタント。髪が長くキツネ目の青年。漫画一本で生きていくことを決めている。1994年6月9日生、東京都出身。
手塚賞で最終候補に残った実績を持ち、自分の実力に相当の自信を持つ一方、他人を見下す傾向が強い。作風は理屈混じりの、自分の考えを主張するようなものが得意であり、服部からは「ジャンプ向きではない」（むしろ青年誌向き）と切り捨てられた。『WJ』に見切りをつけ『少年スリー』に持ち込んだ際にも「主張が強すぎる」と掲載に難色を示されたが、独特な画風を買われ「長い目で見ていってもいい」と言われる。『WJ』のアンケート至上主義に疑問を持つなど、福田と似たような一面も持つ。
白鳥とはあまり意見が合わないものの、漫画を低俗で下らないものと決め付けて白鳥の夢を潰そうとした白鳥の母親には「漫画も見ようによっては芸術である」と反発を示し、サイコーたちと一緒に白鳥を弁護したことがあった。白鳥の姉を「ステキな人だ」と言い、彼女を気に入っている様子。
亜城木が「REVERSI」の連載決定で2本連載になったことに伴い、チーフとして戻ってきた小河のことは当初快く思っていなかったが、締切に追われていたところを彼に救われてからは信頼するようになる。
安岡 ひろみ（やすおか ひろみ）
声 - 川原慶久
福田真太のアシスタント。モヒカン刈りのヘアスタイルが特徴。名前はテレビアニメより。
福田の「自分の下手な絵にアシは何人もいらない」という理由で野中が入るまでは「KIYOSHI騎士」では福田のアシスタントは彼1人しかいなかったため、毎週の忙しさに頭を悩ませていた。金銭的な報酬にはうるさい一面もあるが、友人にもアイデア出しに協力してもらっているなどやる気は十分にあり、福田とも対等に語り合える間柄になっている。
野中 忍（のなか しのぶ）
声 - 酒巻光宏
福田真太のアシスタント。漫画版では名前は明かされなかった。「ロードレーサーGIRI」連載時からアシスタントに加わる。黒髪リーゼントヘアで、後に鼻の下に口ひげを生やしている。

## 週刊少年ジャンプ（WJ）編集部

### 相田班
服部 哲（はっとり あきら）
声 - 利根健太朗
演 - 山田孝之
相田班所属の『WJ』編集者。亜城木夢叶および秋名愛子の初代担当。1980年4月27日生、秋田県出身。
「漫画をヒットさせるか、させないかは博打」という考えを持っており、どんな相手にも真摯に対応し、率直で的確なアドバイスを行う上、担当する漫画家と二人三脚で活動していくスタイルを取っており、亜城木からも「当たり」と手腕を評価されるなど、周りからの信頼は厚い。
亜城木の才能には期待を寄せており、非常に熱心な指導を行っている。2人には経験も必要と考えているが、漫画への情熱や努力ぶりに舌を巻くこともある。「疑探偵TRAP」連載開始前には、2人の高校在学中での連載を編集長らに認めさせることに成功した。また、「PCP」がアンケートで1位を取った際には「我に返った時にはデパートで鯛と赤飯買ってた」と言うほど喜んでいた。
亜城木の連載が決まった時、すでに『ONE PIECE』を含めて2本の連載の担当を任されていたため、担当中の2連載を中途半端な形で他人へ引き継がせるわけにもいかないという理由で、担当を自分の後輩である港浦に引き継いだ。彼らの作品には口出ししないことを心に決めているが、時折二人や港浦を諭したり、陰ながら気にかけている様子がうかがえる。しかし「+NATURAL」の担当として岩瀬や新妻と接するうちに、自分に好意を寄せる岩瀬のアプローチに困惑することがあったため、その状況に見かねた編集部により、亜城木が「PCP」を連載決定と同時に港浦と交代する形で再び彼らの担当になった。「REVERSI」の週刊連載決定に伴い、「PCP」から「REVERSI」の担当へと変更となった。「REVERSI」がアニメ化候補に挙がった際、作品の方向性を巡る打ち合わせの中で2人が出逢った当初から作品のアニメ化にこだわっていた理由を知り、純粋な気持ちで後押しする。アニメ3期のエピローグでは結婚した最高と美保を祝福して「REVERSI」に代わる新作ネームを見るところで終了している。
名前のモデルは、実際の『WJ』編集者・服部ジャン＝バティスト哲。顔のモデルは、同じく実際の『WJ』編集者・齊藤優。実際の服部も『ONE PIECE』を担当していた。実際の齊藤は『銀魂』『黒子のバスケ』『ニセコイ』『HUNTER×HUNTER』などを担当。4月27日は『HUNTER×HUNTER』作者冨樫義博の誕生日でもある。
港浦 吾郎（みうら ごろう）
声 - 桐井大介
相田班所属の『WJ』編集者。亜城木夢叶および秋名愛子の2代目、高浜昇陽の初代担当。1987年5月14日生、大分県出身。
新人ながら中年風の容姿をしており、ドカジャンを好んで着ている。軽口を叩く悪癖があり、実績を出せない漫画家を早々に諦めてしまうなど、軽薄な面も見受けられる。
ギャグ漫画を好み、担当している漫画家に“笑い”の要素を強要する面があるため、リアルなシリアス路線を得意とする亜城木・高浜との相性は良いとは言えない。特に高浜からはその手腕を酷評されており、前述の軽率な言動の多さも災いして高木からは決別を申し出られたこともある（その後和解）。
一方、滞りなく物事を進行させたり、発想豊かで斬新なアイデアを提示するなど、決して無能というわけではない。編集2年目ということを考えれば「ごく普通の平凡な編集者」であり、何度かの失敗を経験して成長していく様が描かれている。また「TRAP」・「タント」連載中は港浦の編集者としての手腕に懐疑的だった亜城木も、「PCP」の連載決定直後に担当が服部に戻ることを知らされた際には、喜びつつも港浦との関係を名残惜しむ場面があった。
港浦自身としては、自分の担当する連載がなかなか成功しないため、亜城木や高浜の連載を何とか成功させて自分の立場を上げなければならないと焦っていた。しかし、「タント」の終了から「PCP」の連載権獲得までの一連の経験を経て「連載を成功させることだけではいけない」ということに気付くといった成長も見せており、亜城木夢叶を引きずり下ろすことに躍起になる岩瀬を諭したこともある。
「PCP」の連載が決まり喜んでいたが、担当替えの時に亜城木の担当から外され、服部と交代する形で岩瀬の担当にされた。
相田 聡一（あいだ そういち）
声 - 風間勇刀
『WJ』編集部班長の一人→副編集長。中井巧朗と蒼樹紅の初代担当。1975年7月27日生、神奈川県出身。モデルは実際の『WJ』元班長・副編集長、『りぼん』現編集長で本作の初代担当編集者の相田聡一。
普段は辛口らしいが、亜城木夢叶の「この世は金と知恵」には高評価をしており、特にサイコーの画力を気に入っている様子。彼らの作品の出来の良さに驚嘆することも多く、一時期は蒼樹の「hideout door」の作画をサイコーに頼もうとしていたこともあった。蒼樹・中井コンビの担当をしていた時には、中井には信頼を置いていた一方で、蒼樹のプライドの高さに手を焼いていた。
多少気が短く感情的になりがちな性格だが、若手の熱意や努力を積極的に評価する度量も持っている。口では「無理だ」と言いながらも、哲や小杉の言い分を聞いて編集長に直訴したり、連載会議でフォローを入れるなどの行動を見せている。
自らがギャグ系の連載である『ボボボーボ・ボーボボ』『家庭教師ヒットマンREBORN!』を立ち上げてヒットさせた実績があり、港浦が自分の担当作家たちに“お笑い”の要素を強く求めている点についても肯定的な意見を示している。
2017年3月、副編集長の瓶子が編集長に昇格したことに伴い、その後任として副編集長に昇格した。
キム・ソンギュ
声 - 興津和幸
相田班所属の『WJ』編集者。1984年5月12日生、兵庫県出身。モデルは実際の『WJ』編集者・金成圭。
おかっぱ頭が特徴。服部哲や雄二郎に敬語を使い、哲のことを「服部先輩」と呼ぶ。
『WJ』の連載は年配者よりも若手を優先させるべきとする考えを持ち、50歳の東を採用することに反対の意を示している。が、その一方で東を平然と使い捨てにする七峰のやり方にも反発している。
アニメ版最終話では白鳥の担当になっている。
小杉 達朗（こすぎ たつろう）
声 - 梶裕貴
相田班所属の『WJ』編集者。七峰透の担当。名前はテレビアニメより。1992年11月9日生、東京都出身。
新米編集者で経験が浅く、失敗することも多い。気が弱く、先輩の港浦からは強気に出られている。一方で当人も、自分の方が年上とはいえ業界の先輩である亜城木（つまり二人）に語調が悪くないとはいえタメ口で話したりアシスタントであった中井に蔑ろにした態度をとるなど強気になる一面もあった。しかし漫画に関して見る目は持っており、七峰の作品に早いうちから違和感を抱いていた。「少年漫画は『熱血』『汗臭さ』『泥臭さ』がもっとあってもいい」を持論とするほどで、時に熱血漢の一面を見せることもある。
七峰からは邪険にされており、意見してもまともに聞いてもらえないでいる。さらに七峰に押しに弱いところをつけこまれ、七峰の漫画のアイデアを練る51人目の判定人として扱われるようになってしまった。しかしそれでも彼の才能と上昇志向を信じ、自らの力不足を感じながらも全てを放り投げようとした七峰を殴って叱咤するなどして必死で向き合い続けたが最後まで分かり合うことはなく、七峰がジャンプ（アニメではジャック）から永久追放されたことに自分の無力さを後悔した。
最終話近くでは岩瀬愛子の担当になっている。

### 中野班
服部 雄二郎（はっとり ゆうじろう）
声 - 野島裕史
中野班所属の『WJ』の編集者。新妻エイジと福田真太の担当。初登場時の年齢は26歳。サイコーたちの担当である服部哲とは同姓で、編集部では哲と区別され「雄二郎」と呼ばれ、また哲と同時に呼ばれる時は「両服部」、本人たちのいないところで二人同時に名前が挙がる時は「W服部」と呼ばれている。1982年4月3日生、神奈川県出身。名前のモデルは実際の『WJ』編集者・服部雄二郎で、髪型も実際の雄二郎と同じくアフロヘアーである。
新妻エイジを始め福田組を中心に担当しており、彼らの突拍子もない要求に頭を悩ませているが、福田らが「TRAP」休載の撤回のためにボイコットを言い出した際には立場上阻止を試みるも本心では賛同するなど、彼らの行動には一定の理解を示している。また、時折福田の臨時アシスタントとして駆り出されることもあるが、「ロードレーサー淵切」の読切を手伝ったころには違和感なく作業を行うまでに慣れていた。なお、担当作家や同僚たちの前では見吉と並ぶ口の軽さを見せ、この件に関しては哲のみならず福田のアシスタント、安岡からも呆れられている。
新妻の担当になったのは、彼が投稿してきた作品をたまたま最初に手に取ったという偶然から。当初は新妻の常人離れした漫画の才能には全幅の信頼を置きながらも、亜城木夢叶という新たな才能の出現に脅威を感じていた。
新妻と亜城木が『WJ』編集部で初顔合わせをした時、哲はタメ口で雄二郎と会話をしていたが、その後、新妻が本誌で連載を開始してからは雄二郎に敬語を使うようになった。作者によれば「（実際の）上下関係はわからないから雄二郎が上として会話させている」とのこと。哲を誘って休憩所でコーヒーを飲みつつ、『WJ』の現在や今後について議論することが多い。
2017年3月、班長の中野が『必勝ジャンプ』編集部へ異動となり、その後任として班長に昇格した。また、これと同時に相田が副編集長に昇格し、相田班に所属していた哲、港浦、小杉は雄二郎の班へ異動することになった。
中野（なかの）
声 - 坂巻学
『WJ』編集部班長の一人。1976年5月16日生、福井県出身。モデルは実際の『WJ』班長・中野博之。
2017年3月、佐々木編集長と共に『必勝ジャンプ』編集部へ異動し、副編集長になる。同時に、『必勝ジャンプ』では亜城木の「PCP」の2代目担当も兼ねることになった。

### 𠮷田班
𠮷田 幸司（よしだ こうじ）
声 - 子安武人
『WJ』編集部班長の一人。平丸一也の担当。左右に分けているロン毛が特徴。編集者としては「個人の想い入れ、個性が強く入った作品」を好むらしい。1978年6月23日生、千葉県出身。モデルは実際の『WJ』班長・吉田幸司。実際の吉田は原作・作画、大場・小畑の前作である『DEATH NOTE』を担当していた。
基本的にはクールだが漫画に関しては熱く、漫画を見る眼も秀でている。編集部の中でも屈指の図太い性格の持ち主で、逃亡癖のある平丸を捕まえては、彼のモチベーションを上げて良質な作品を描かせようと画策している（平丸曰く「操縦」）。平丸がどこに隠れても直ちに見付け出して強制的に仕事場へ連れ戻す鋭い洞察力と勘の持ち主で、平丸からは他人行儀に「吉田氏」と呼ばれ全く頭が上がらない様子。平丸との会話シーンではなぜか顔が隠れている（あるいは意図的に隠している）ことが多い。
様々な手段を用いて平丸に仕事をさせてはいるものの、度を超えた無理をさせず「2～3年に一人の逸材」と称して彼の才能には誰よりも惚れており、平丸自身も「吉田氏に騙されていれば大丈夫」、「僕の親以上の人」と発言するなどそれなりに信頼を置いている。初めはあくまで平丸操縦の手段として蒼樹との仲を取り持っていたが、初対面時の持ち込みから何だかんだ言いつつ自分を信頼しついて来てくれた平丸に報いねばならないという気持ちから平丸と蒼樹の交際が上手くいくよう後押しをするようになり、平丸がプロポーズを成功させたことを察知した際やアニメのエピローグで描かれた結婚式においては滝のような涙を流して喜んでいた。
中井がアシスタントとして加入してからは、彼が漫画家として再起できるよう「スーパー漫画家計画」を発案し、その一着手としてダイエットと平丸の画力向上のための指導をさせている。
亜城木夢叶の直接の担当班ではないものの、個人的には亜城木のことをかなり気に入っている様子で、亜城木が担当編集者の港浦との間で言い争いになった時には自ら率先して仲裁役を務め、また人気が下降していた「TRAP」をテコ入れするべきか否かで雄二郎と口論をしたこともあった。七峰のやり方には反発しており、彼の作品を「個性が無く、どこかで見たアイディアや台詞の寄せ集め」と評している。
山久 雅和（やまひさ まさかず）
声 - 坂巻学
吉田班所属の『WJ』編集者。蒼樹紅の2代目および静河流の初代担当。1987年4月11日生、静岡県出身。
当初は自分の欲望に忠実な性格で、軽はずみな言動も多く目的のためには手段を選ばない強引なところもあったが、先輩への礼儀は心得ており、漫画家として成功するには礼儀作法が必要不可欠という考えを持つ。蒼樹の担当は彼自身が強く希望したもの。また、編集長からも要注意人物として警戒されている静河流の担当を自ら希望するなど、チャレンジ精神が旺盛なところもある。作家へのアドバイスは的確で、シュージンからは「やり手の編集者」と評されている。蒼樹からは「生理的に嫌」と異性として嫌われている。
静河を引きこもりから脱却させるために無理に接せず、一緒にゲームをするなどして徐々に心を開かせ、時にはあえて静河が嫌う単語を使って彼に社会と漫画家の厳しさを教えて自立するきっかけを作った。また焦らずに静河が自分からネームを見せるまで粘り強く待ち、その結果彼が自分からネームを見せた際には涙を流しながら「必ず君を売れっ子漫画家にしてやる」と心の中で約束し、漫画家になるための自立を反対する母親からの電話に、「子供の可能性を邪魔する権利など、例え親にもない！」と一喝することから静河なりの努力を認め、信頼していることがうかがえる。
数々の試練を通して彼自身もまた真の編集者として徐々に鍛えられつつあるようである。蒼樹に対しても「青葉の頃」の終了以後は彼女の得意分野をより引き出すような指導を行うようになった。七峰のやり方にはある程度は理解を示している。静河のキャバクラ通いに手を焼いている。
内田 太樹（うちだ だいき）
声 - 川原慶久
吉田班所属の『WJ』編集者。間界野昂次、響恭太郎、新井貴作の担当。1983年8月9日生、埼玉県出身。名前はテレビアニメより。
他の編集者たちと比べて非常に気が弱く、間界野と響のわがままにたびたび振り回され、また新井の連載が3回連続で打ち切られ、新井が戦力外通告を受けるに至るなど仕事運にも恵まれず、影の薄い地味な存在である。しかし、作中全体を通して解雇や他の編集部への異動がなく、他の編集者から見下されている様子もないことから、編集部内ではそれなりに信用されている模様。
中路（なかじ）
声 - 川原慶久
吉田班所属の『WJ』編集者。1980年8月9日生、奈良県出身。モデルは実際の『WJ』編集者・中路靖二郎。

### 大西班
大西 恒平（おおにし こうへい）
声 - 鈴木琢磨
『WJ』編集部班長の一人。1978年12月23日生、愛媛県出身。モデルは実際の『WJ』班長・大西恒平。相田・吉田・中野に続く4人目の班長として登場した。
アニメでは、「タント」の連載が決まった連載会議にて新たに一つ増える班の班長への昇進が決まった。
小野寺（おのでら）
大西班所属の『WJ』編集者。1990年8月4日生、埼玉県出身。
2014年2月に速報用のアンケートを集計した。

### 編集長・副編集長
佐々木 尚（ささき ひさし）
声 - 堀内賢雄
演 - リリー・フランキー
『WJ』編集長。1963年2月22日生、群馬県出身。モデルは実際の『WJ』第9代編集長・佐々木尚。
「面白い漫画であれば連載されるのは当たり前」と公言している、「面白さ絶対主義」の持ち主。連載会議では候補作品の本数や作者の経歴などに関係なく、たとえ初投稿者の作品であっても自分が面白いと判断した作品に対しては「あり（新連載の候補にしてもよい）」の判定をしている。しかしその反面、いったん発言したことは原則として撤回しない主義のため、編集部の中にも彼の強硬な方針に「編集責任者として狭量」と不満を持つ者も多い。サイコーが過労により倒れた時は一方的に休載を迫り、一時期『WJ』編集部で物議をかもしたこともある。
川口たろうこと真城信弘が「超ヒーロー伝説」を連載していた当時の担当編集者だった。副編集長を務めていた時に、信弘に「戦力外通告」を言い渡しており、それは彼にとっても嫌な思い出になっているらしい。信弘の葬儀にも参列していた。サイコーたちの投稿時代、『WJ』の専属契約制度について説明をすると同時に、人気が落ちれば容赦なく切り捨てられる漫画家の厳しい実情についてもサイコーたちに詳しく教えて聞かせた。サイコーが信弘の甥であることは知っているが、良くも悪くもそれを理由にサイコーを特別扱いすることはせず、あくまでも将来性のある新人として期待するに留まっている様子である。しかし、サイコーが入院した際に高校卒業まで『TRAP』の休止を宣言したり、『PCP』が『CROW』や『＋natural」に25話の段階で匹敵する人気でない場合に強制打ち切りを決めるなどあえて厳しい課題や処分をすることもあった。
七峰のリベンジが終了した後の2017年3月、（アニメでは『CROW』終了後）『WJ』編集部から『必勝ジャンプ』編集部へ異動となった。
瓶子 吉久（へいし よしひさ）
声 - 川田紳司
『WJ』副編集長→編集長。1968年9月10日生、東京都出身。モデルは実際の元『WJ』副編集長であり、『WJ』第10代編集長・瓶子吉久。
個人的には新妻エイジよりも亜城木夢叶の方が好みであると評価しており、亜城木の2代目担当者である港浦に対しても、亜城木の将来のためにはあまり突拍子もないことをさせるべきではないと忠告をしていた。
2017年3月、佐々木が『必勝ジャンプ』編集部へ異動したことにより、佐々木の後任として編集長に昇格した。担当作品『遊戯王』をヒットさせたことの他、立ち上げた連載の数が歴代編集の中で最も多いことが評価されての昇格であった。
普段はクールなキャラであるが、家庭では妻とアツアツである様子が描かれている。
矢作（やはぎ）
声 - 速水けんたろう（第1シリーズ）→田中完（第2シリーズ以降）
『WJ』副編集長。
服部哲によると、相田班長や瓶子副編集長と同様、亜城木の「この世は金と知恵」を高評価していたらしい。「疑探偵TRAP」を回した連載会議の際に進行役をしている。

## 集英社の関係者
鳥嶋（とりしま）
声 - 中村秀利
集英社取締役。1952年3月30日生。モデルは実際の集英社取締役で『WJ』第6代編集長の鳥嶋和彦。
「超ヒーロー伝説」連載当時は『WJ』の編集長だった。同作には、彼をモデルにした「取締マン（とりしマン）」というキャラが登場しており、当時の川口たろうは新年会の場で鳥嶋に「俺を勝手に出しやがって」と首を絞められたらしいが、当人たちにとってのスキンシップで、当時の川口に対する彼なりの愛情表現である。
それだけに、彼の甥であるサイコーと対面した時には、川口の死について「惜しいことをした」「残念でならない」などと感慨深げに語り、サイコーたちの初連載にも格別の期待を寄せて、「可能性は0じゃないと考えるより、可能性は無限にあると考える」「実現したらいいと考えているのではなく、行動し実現させる」という応援の言葉をサイコーたちに送った。本人曰くこの言葉は「どこかの映画で言ってた」らしい。
茨木（いばらき）
声 - 麻生智久
『ジャンプSQ.』編集長。1957年11月9日生。モデルは実際の『SQ.』編集長で『WJ』第8代編集長の茨木政彦。
『WJ』の作家を積極的に『SQ.』へ勧誘しており、間界野昂次を『SQ.』に引き入れた。同時に蒼樹にも声をかけていたが叶わなかった。
谷中（たになか）
『小説すばる』編集者。服部哲とは一緒に研修を受けた同期の間柄で、岩瀬が漫画の原作をやりたいと言ってきたため、服部を紹介した。

## 親族
真城 信弘（ましろ のぶひろ）
声 - 浜田賢二 / 坂詰貴之（ラジオドラマ）
演 - 宮藤官九郎
故人。昌弘の弟で、サイコーの叔父。ペンネームは川口 たろう（かわぐち たろう）。1966年4月15日生、2005年没（享年39）。埼玉県出身。
物語開始の約十年前に一発当てた漫画家。甥であるサイコーを「タカ」と呼び、彼の成長を温かく見守り、期待を寄せていた。
中学生の時に一目惚れした美雪との結婚を望み、少しでも彼女と釣り合う人間になりたいと考え、漫画家になる道を選んだ。その関係はサイコーと亜豆に似たようなものだったが、彼が漫画家として有名になる前に彼女は別の男性と結婚してしまった。
代表作は、アニメ化もされた「超ヒーロー伝説」。しかし、その後はヒット作が出ず、7年間で連載を2作発表したもののすぐに打ち切りとなり、編集部からも戦力外通告（事実上の解雇）を言い渡されていた。
自分を「漫画家」とは言わずあくまで「博打打ち」と名乗り、サイコーの絵の腕を認めながらも決して「漫画家になれ」とは言わなかった（だが実際はサイコーが漫画家を目指していることを喜んでいた）。彼は「天才じゃない漫画家の三大原則」として「うぬぼれ」「努力」「運」を挙げている。谷草のマンションの一室に仕事場を持っており、現在はその部屋を亜城木夢叶が使用している。仕事場中にヤニの臭いが染み付いているほどのヘビースモーカーだった。
甥のサイコーとは異なり「画力は低かったが、描いていたのはギャグ系漫画だったため何とか通用していた」と語る。ただし、これは謙遜と作品にあわせた画風による誤解で、実際は画力が高かったと同級生は語っている。『WJ』のアンケートハガキの人気順位では、2位から20位までの順位を全て取ったことがあるが、1位だけは1度も取ることができず、彼はそのことが最後まで心残りだった模様。
かつて彼の担当だった佐々木編集長の話によると、戦力外通告を言い渡された後も、『WJ』の編集部に、ネームではなく原稿を持ち込んで来ていたらしい。しかし最後に原稿を持ち込んだ5日後、過労のためサイコーが小学6年生の時に他界した。サイコーは「叔父さんは自殺したのではないか」と思っていたが、3年ぶりに信弘の仕事場を訪れ、彼の凄まじい仕事ぶりの跡を目の当たりにしてからは、その考えを改めた。
モデルの姿は大場つぐみ自身で、アニメの作中に登場した漫画「超ヒーロー伝説」の作画も大場自身が行っている。
真城 昌弘（ましろ まさひろ）
声 - 宇垣秀成
信弘の兄で、サイコーの父親。弟の信弘よりも2学年上。1964年6月28日生、埼玉県出身。
中学時代には柔道部の主将で学校でも目立っていたとのこと。漫画家になった弟の信弘が苦労の末に早世してしまったので、息子のサイコーが信弘と同じ漫画家になることには反対するかと思われていたが、意外にもサイコーの夢に反対だった妻を説得し、サイコーを応援してくれている。彼自身、「あしたのジョー」などの漫画のファンで漫画家としての信弘を誰よりもよく理解していた。作中には声のみの登場で、電話を通してサイコーに励ましの言葉を与えている。その際原作では少々ぶっきらぼうな口調だったが、アニメでは穏健な話し方をしている。
真城 二三男（ましろ ふみお）
声 - チョー
昌弘と信弘の父親で、サイコーの祖父。1936年1月27日生、埼玉県出身。
サイコーが漫画家になる夢を家族に打ち明けた時、信弘が使っていたマンションの仕事部屋の鍵をサイコーに与えた。いつかサイコーが信弘の遺志を継いで漫画家の道を目指すことを、以前から予想していた節がある。また信弘の仕事部屋の光熱費などは彼が負担している。
サイコーに仕事部屋を売り渡したのを機に信弘の日記を譲り渡した。
真城 加代子（ましろ かよこ）
声 - 比嘉久美子
サイコーの母親。1971年7月15日生、埼玉県出身。
現実的な考えの持ち主で、息子のサイコーが漫画家になることには反対していたが、夫と義父（サイコーの父と祖父）に説得され、サイコーの夢を渋々認めた。2011年にサイコーが過労で倒れ長期入院となったのを機に、漫画をやめさせたいと編集長に訴えていたが、漫画に対するサイコーの執念に根負けし、説得を諦めた様子。
亜豆 美雪（あずき みゆき）
声 - 井上喜久子 / 原田ひとみ（ラジオドラマ）
亜豆美保の母親。旧姓「春野」。娘同様の美貌であり（中学時代のアルバムを見たサイコーとシュージンは美保と間違えた）、髪型は縦ロール。1967年3月18日生、埼玉県出身。
信弘の初恋の相手。信弘の「超ヒーロー伝説」がヒットする前に別の男性と結婚してしまったものの、実際には信弘とは両想いで、手紙で彼を応援し続けていた。かつて信弘と手紙の交換をしていただけで、心が信弘から離れてしまったことを後悔しているらしく、「超ヒーロー伝説」のアニメだけは娘と毎週観ていた。美保には自分と同じ後悔をしてもらいたくないと忠告している。
亜豆美保の父
劇中には未登場で、大企業に勤めている模様。美保の事は溺愛しており、高校進学の際には高校の付近に引っ越している、また亜豆がユニットを組んだ際には露出度の高い衣装を止めるように言っていた。
亜豆 美奈（あずき みな）
声 - 日高里菜
亜豆美保の妹。容姿は美保に似ているが、姉とは対照的に活発な性格。また、サイコー一筋の美保とは違い、多くの男性と交際してきたらしい。1997年12月12日生。
見吉香耶の父
声 - 樫井笙人
テレビアニメでは名前は「歩」。谷草で不動産屋を経営している。いかつい顔つきで厳格な印象を与えるが、気前がよくさっぱりした気質の男性。柔道経験者で道場も開いている。1966年12月6日生、埼玉県出身。
真城信弘の同級生で、昌弘の後輩。信弘同様に美雪のことが好きで、彼女に告白したが振られた。サイコーとシュージンの漫画家としての覚悟を聞き、シュージンと香耶の結婚を認める。
七峰透の父
大会社を経営している。特にやりたいこともなくアルバイトをしている透を快く思っていないようだが、息子が漫画家になることには反対せず、支援を頼まれた際にも「やるなら1番を目指すべきだ」と素直に応じている。
アニメ版では「シンジツコーポレーション」にまつわる話はカットされているため、七峰透の過去回想のみに登場。

## 声優
北見 リリカ（きたみ リリカ）
声 - 儀武ゆう子
加藤の友人で、声優の卵。1994年12月29日生（バクマン。3アニメ第21話より）。
マイペースで打算的な性格。加藤の付き添いで2017年末に行われた、手塚賞・赤塚賞の受賞パーティー会場で亜城木と知り合い、亜豆とサイコーの交際を知る。その後、軽い気持ちで2人の関係を自身が開設しているブログに掲載したことが、スキャンダルの火種となってしまったため2人に迷惑をかけてしまったと反省し、自ら申し出て彼女の事務所へ謝罪に行った。その際亜豆から許してもらえたことで、彼女の優しさに感謝し、号泣しながら改めて謝罪した。
郷田 多可実（ごうだ たかみ）
声 - 平野文
人気のベテラン声優。ファンからの愛称は「郷田夫人」。
アニメ「REVERSI」のヒロイン役オーディションに参加。当初は若手の声優たちを内心で見下すなど、高慢な面が見受けられたものの、オーディション後に亜豆の陰口を叩く若手を咎めたり、ヒロイン役を勝ち取った彼女にエールを送るなど、根は優しくしっかりとした人格者。
原作：何多良 幹羅（なたら かんら） / アニメ版：南波 かな（なんば かな）
声 - 阿澄佳奈
人気の若手声優。原作とアニメで名前が異なる。愛称は「タラちゃん」（原作のみ）。
かなりのドジっ娘。アニメ「聖ビジュアル女学院高等部」で亜豆と共演して以降、彼女とは親しい間柄。
アニメ「CROW」のLADY CROW役などを演じる。 笑っていいかものテレフォンジョギングに出演、ゲストとして新妻エイジをお友達紹介した。
アニメ「REVERSI」のヒロイン役オーディションに参加。オーディション前にファンが独自で行ったヒロイン役投票では断トツだった。
大月 奈々観（おおつき ななみ）
声 - 櫻井浩美
人気の若手声優。アニメ「聖ビジュアル女学院高等部」で亜豆と共演。ファンからは「ナナ姫」（原作）「ナナミン」（アニメ）という愛称で呼ばれる人気声優。
亜豆や郷田に食ってかかるなど、かなり勝気な性格。アニメ「REVERSI」のヒロイン役オーディションに参加。ヒロイン役投票結果は次点。
田中 美菅（たなか みかん）
声 - 大亀あすか
アニメ「REVERSI」のヒロイン役オーディションに参加。
有島 秋（ありしま あき）
声 - 須藤沙織
アニメ「REVERSI」のヒロイン役オーディションに参加。
中 桂子（なか けいこ）
声 - 洲崎綾
アニメ「REVERSI」のヒロイン役オーディションに参加。
木谷 マイ（きたに マイ）
声 - 中嶋ヒロ
アニメ「REVERSI」のヒロイン役オーディションに参加。
山崎 沙耶（やまざき さや）
声 - 北原知奈
アニメ「REVERSI」のヒロイン役オーディションに参加。

## アニメ制作スタッフ
小中 学（こなか まなぶ）
アニメーション制作スタジオ「Japan Animation Company」のプロデューサー。アニメ「REVERSI」のプロデューサー。
江原 正樹（えはら まさき）
声 - 江原正士
アニメ「REVERSI」の監督。ヒロインの水鳥菜保役の声優を公開オーディションで決めることを提案した。
田宮 守（たみや まもる）
声 - 山口隆行
アニメ「REVERSI」のキャラクターデザイン・総作画監督。
大林 創（おおばやし はじめ）
声 - 小田柿悠太
アニメ「REVERSI」のシリーズ構成・脚本担当。